# Jean Béliveau (poutník)
Jean Béliveau (* 18. srpna 1955) je Kanaďan, který v letech 2000 až 2011 obešel bez přerušení a sám pěšky svět a zdolal 75 tisíc kilometrů ve jménu propagace míru a lásky ve prospěch všech dětí na světě.

## Životopis
Jean Béliveau se narodil 18. srpna 1955 v Kanadě. Dne 18. srpna 2000 (v den svých 45. narozenin) zahájil ze svého domovského Montrealu svoji dlouhou „sólovou“ pouť kolem světa s myšlenkou propagace míru a lásky ve prospěch všech dětí na světě. Svůj plán sdělil své dlouholeté přítelkyni a svým dvěma synům jen několik týdnů před svými 45. narozeninami. K této cestě se odhodlal potom, co zkrachovala jeho malá firma na výrobu značek (obchod s neonovými poutači) a na Jeana dolehla „krize středního věku“.

## Cesta
Na cestu se Jean Béliveau vybavil jen sportovním tříkolečkovým vozíkem, trochou jídla, spacákem, oblečením a krabičkou první pomoci. Na cestě přespával ve stanu, pod mosty, ve věznicích nebo v útulcích pro bezdomovce, ale nejčastěji u přátel či zcela neznámých lidí, se kterými se během svého putování setkal.
Jean Béliveau zamířil nejprve z Kanady do Spojených států, prošel jimi a Mexikem až do Jižní Ameriky. První úsek svojí cesty z Montrealu do města Atlanta v americkém státě Georgie běžel, ale potom v rámci úspory sil zpomalil a přešel v chůzi. V roce 2003 už byl v Jihoafrické republice. V roce 2005 pokračoval z Maroka, přejel do Evropy a odtud pak putoval směrem: Írán, Indie, Čína, Jižní Korea a Japonsko. Ke konci roku 2006 Jean Béliveau navštívil také Českou republiku: postupoval přes Děčín (22. listopadu 2006), Prahu (27. listopadu 2006), Benešov (1. prosince 2006), Pelhřimov (4. prosince 2006) a Znojmo (8. prosince 2006) do Vídně. V říjnu roku 2009 se dostal na sever Austrálie do Darwinu, odkud se pak vydal do Sydney. Dále pokračoval do Melbourne, Tasmánie, na Nový Zéland a v roce 2011 se pak vrátil domů do Kanady.
Do domovského Montrealu dorazil v neděli 16. října 2011. Všechny kontinenty (krom Antarktidy) prošel Jean Béliveau během prvních deseti let svého putování.

## Rekapitulace
Jeho přítelkyně Luce Archambaultová jej po celou dobu morálně a finančně podporovala. Založila a aktualizovala webové stránky věnované jeho putování, na nichž bylo možno detailně monitorovat ušlou trasu a Jeanovu aktuální polohu. Každý rok na Vánoce jej na jeho cestě (ať byl kdekoliv) navštívila. Po celou dobu na Jeana v Montrealu v Kanadě čekala. Jeho dva synové (z prvního manželství) se s ním během putování také „na jeho trase“ občas setkali. V průběhu jedenáctiletého putování se Jean se svojí matkou ani jednou neviděl, zesnul jeho otec a Jeanovi se narodily dvě vnučky.
Za celou dobu svojí osamělé, nepřetržité chůze kolem světa zestárl Jean Béliveau o 11 let, urazil pěšky 75 tisíc kilometrů,  navštívil 64 zemí, přespal ve více než 1 600 rodinách a prochodil 54 párů bot. Jean Béliveau (médii označovaná přezdívkou Opravdový Forrest Gump) se stal vůbec prvním člověkem na Zemi, který pěšky a sám urazil bez přerušení tak dlouhou cestu.
Zážitky ze svých cest světem vtělil Jean Béliveau do cestopisu Muž, který kráčel (2013). O jeho cestě byl pořízen dokument Des ailes aux talons (anglicky: Wings on his Heels; česky: Okřídlené paty). Jean Béliveau navštěvuje školy a pořádá besedy. Je také tváří projektu Trottibus (projekt Kanadské onkologické společnosti). Koncem roku 2015 vydal další svoji knihu s názvem Přemýšlíte o svém životě při chůzi.

## Publikace
- Jean Béliveau; Géraldine Woessner: „L'HOMME QUI MARCHE“ (Récits et témoignages) (anglicky: The man who walked; česky: Muž, který kráčel), (Příběhy a svědectví). Vydavatel: Arthaud; 5. dubna 2013; Edice: Récits et témoignages (Příběhy a svědectví); vázaných 256 stránek (brožovaných 252 stránek), 21. března 2013; ISBN 978-2-89077-457-5; ISBN 208128362X; ISBN 978-2081283626; (jazyk: francouzština)[4]
- Jean Béliveau; Penser sa vie en marchant (Přemýšlíte o svém životě při chůzi). Vydavatel: Cornac Editions; Listopad 2015; Kategorie: Romans québécois et canadiens (Quebec a kanadské romány); 200 stránek; ISBN 9782895293187 (ISBN 289529318X) (jazyk: francouzština)